# Литературный музей А. С. Пушкина (Вильнюс)
С 1 апреля 2023 г. музею вернули историческое название усадьба-музей Маркучяй.
Литерату́рный музе́й А. С. Пу́шкина (лит. Literatūrinis Aleksandro Puškino muziejus) — литературный музей в Вильнюсе, действующий с 1949 года в бывшей усадьбе сына поэта Г. А. Пушкина и его жены В. А. Пушкиной Маркучяй (Маркутье, также Маркуци, лит. Markučiai) по адресу улица Субачяус 124 (Subačiaus g. 124). Музей открыт в среду — воскресенье с 10 до 18 часов. Ансамбль Литературного музея А. С. Пушкина составляют бывший жилой дом, парк с прудами (площадью 18 га), часовня Святой Варвары и небольшое семейное кладбище, перенесённый сюда в 1992 году памятник поэту (скульптор Б. Вишняускас, архитекторы А. Насвитис, В. Насвитис). Экспозиция знакомит с жизнью и творчеством А. С. Пушкина, рассказывает о влиянии Пушкина на литовскую культуру, с историей переводов и переводчиками произведений Пушкина на литовский язык, с постановками по мотивам пушкинских произведений в театрах Литвы. В музее экспонируются также предметы быта, рукописи, книги, фотографии, рисунки и картины Г. А. и В. А. Пушкиных.

## История

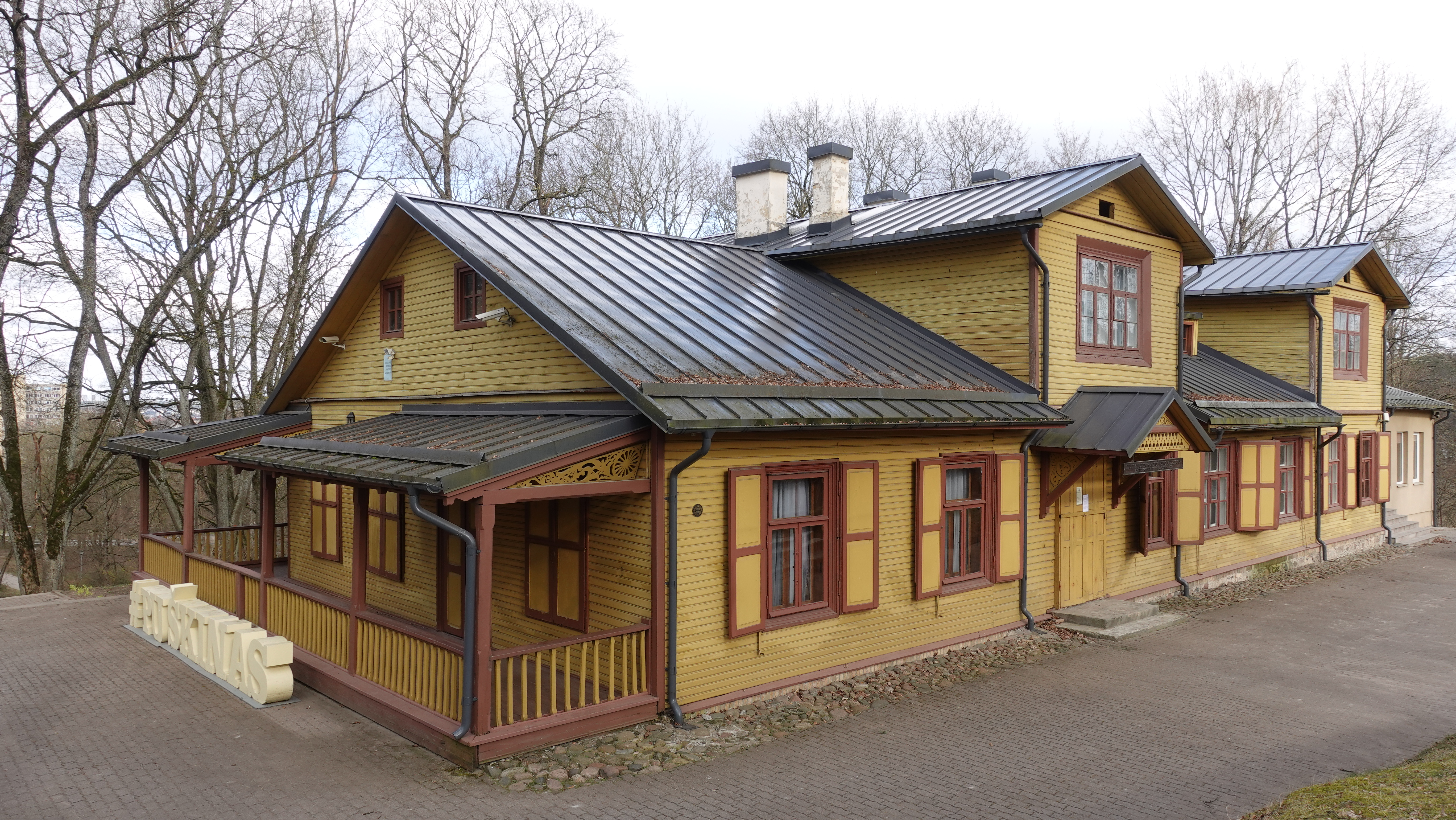
Литературный музей А. С. Пушкина

Имение Маркутье в предместье Вильны, к юго-востоку от центра города, в 1867 году приобрёл генерал-инженер, специалист по строительству железных дорог А. П. Мельников и на высоком холме, поросшим липами и дубами, выстроил двухэтажный летний дом. В 1875 году усадьбу Маркутье вместе с имением в 270 гектаров земли Мельников подарил своей дочери Варваре Мельниковой (1855—1935) в качестве приданого к её свадьбе с гвардии поручиком Василием Мошковым. Брак оказался неудачным и вскоре Варвара Мельникова развелась с мужем. В 1880 году на балу в Санкт-Петербурге она познакомилась с младшим сыном А. С. Пушкина и Н. Н. Пушкиной Григорием Пушкиным (1835—1905).
Григорий Пушкин и Варвара Мельникова 24 октября 1883 года (по другим сведениям в 1884 году) обвенчались в Вильне в церкви детского приюта «Иисус Младенец» и уехали в Михайловское. В Михайловском супруги прожили до 1899 года. В преддверии столетнего юбилея А. С. Пушкина в 1899 году Михайловское для сохранения родового имения как народного памятника поэту было продано Императорской Академии наук.

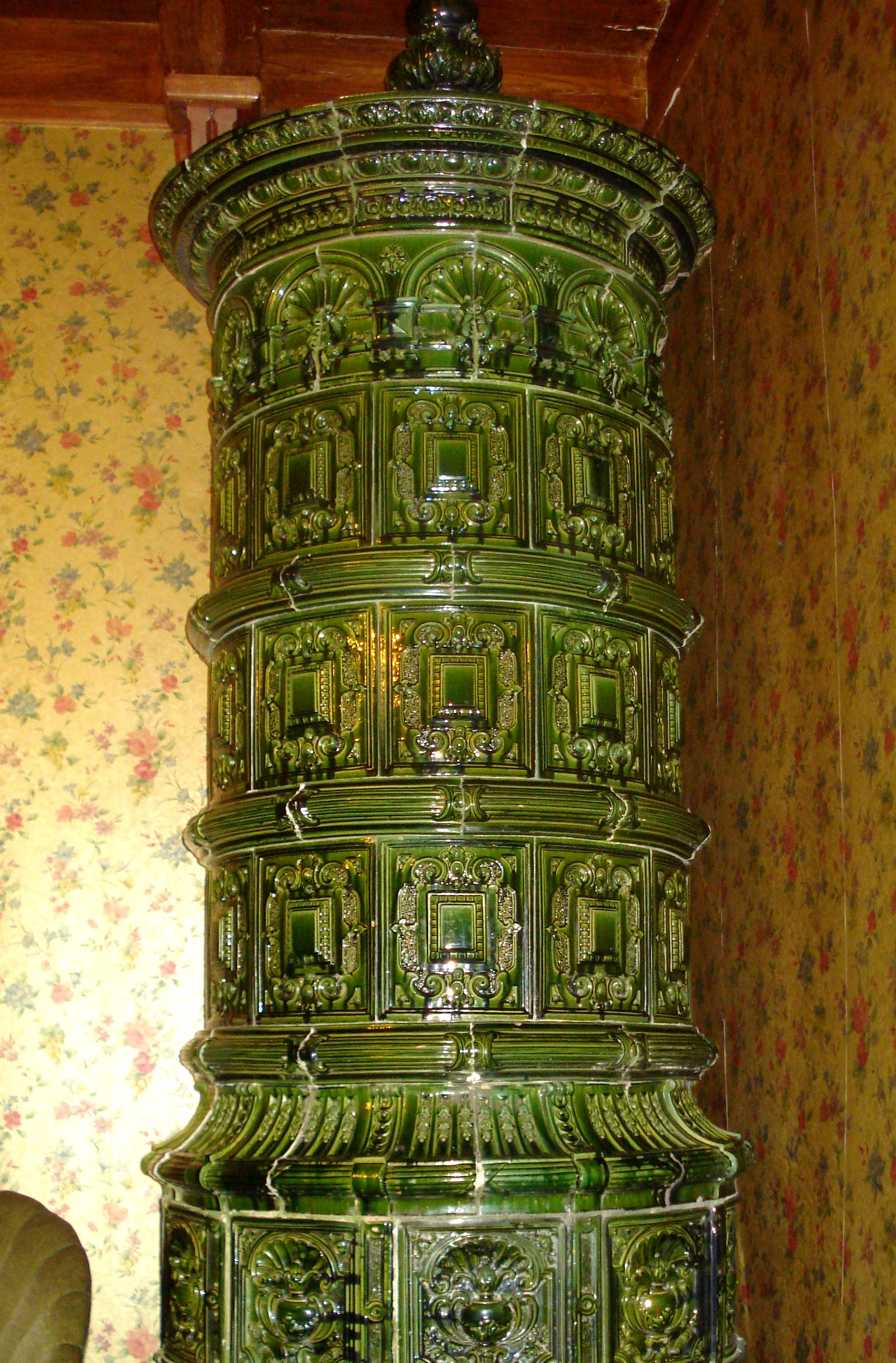
Зелёная печка

В том же году Григорий и Варвара Пушкины покинули уже не принадлежавшее им Михайловское и обосновались в Маркутье. Центральный дом имения, бывшую летнюю дачу, они приспособили для жизни и в зимнее время: была сложена печь, стены и потолок обиты тканью. Интерьер был украшен привезёнными из Михайловского личными вещами поэта.
В годы жизни в Маркутье Григорий Пушкин состоял членом Виленской судебной палаты. Вместе с женой он принимал участие в общественной жизни Вильны, устраивая благотворительные вечера, материально поддерживая и опекая бедных учеников гимназии. Григорий Пушкин входил в состав юбилейного комитета по празднованию столетия со дня рождения А. С. Пушкина в Вильно. Досуг он посвящал чтению разнообразной литературы и охоте.

Правда, сын не унаследовал отцовских талантов, но заботливо берег память о своем великом отце, его верной помощницей в этом благородном деле была его жена, Варвара Мельникова.— 
В 1903 году в парке имения началось строительство семейной часовни. Григорий Пушкин умер 15 августа 1905 года, ещё до завершения строительных работ, и был похоронен на семейном кладбище в имении, недалеко от усадьбы.
Варвара Пушкина увлекалась литературой, музыкой, искусством (сохранились её рисунки и картины); по её проекту выполнен надгробный памятник Г. А. Пушкину. Она участвовала в деятельности благотворительной организации «Доброхотная копейка» и в различных благотворительных начинаниях, входила в юбилейный комитет по празднованию 100-летия со дня рождения А. С. Пушкина в Вильне. В период между двумя мировыми войнами Пушкина опекала учениц русской гимназии и устраивала в своем доме встречи интеллигенции и вечера, связанные с памятью А. С. Пушкина, сохраняя созданный мужем «пушкинский уголок» — мемориальную комнату с подлинными вещами поэта, привезёнными из Михайловского. В. А. Пушкина скончалась 11 декабря 1935 года и была похоронена на семейном кладбище в имении рядом с часовней Святой Варвары.
Варвара Пушкина в своём завещании, составленном в 1935 году, отписала усадьбу имения Маркутье со всем инвентарем Виленскому русскому обществу, поручая ему сохранять в жилом доме усадьбы память о великом поэте А. С. Пушкине и заботиться о ней с тем, чтобы усадьба всегда служила культуре.
Однако ещё при жизни В. А. Пушкиной накопились значительные долговые обязательства. Душеприказчик Владимир Назимов предпринимал усилия по ликвидации задолженностей имения и созданию условий передачи в собственность Виленскому русскому обществу усадьбы, свободной от долгов. Но исполнить завещание ему до начала Второй мировой войны не удалось (В. Л. Назимов умер в 1941 году и похоронен в Маркутье).

Бюст Пушкина

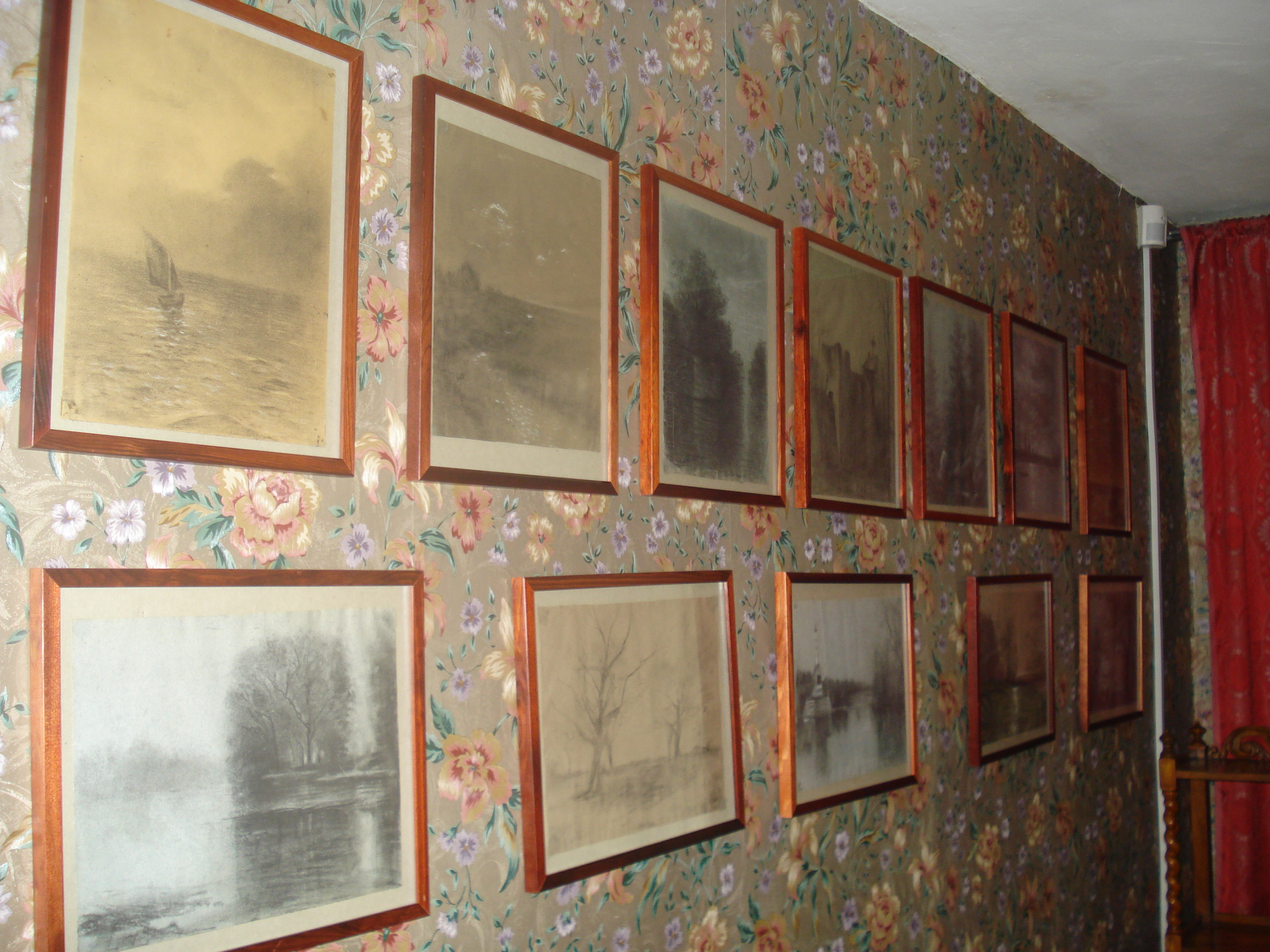
Рисунки Варвары Пушкиной

Варвара Пушкина в письмах в Литературный музей в Москве под руководством В. Д. Бонч-Бруевича предлагала приобрести хранившиеся в доме флорентийский письменный стол и набор письменных принадлежностей, принадлежавших Н. Н. Пушкиной, двухметровый ствол одной из сосен Михайловского, воспетых А. С. Пушкиным и сломанных во время грозы в 1895 году, вышитые портьеры, мягкую кушетку с ореховой отделкой, две этажерки и другие предметы. Эти предметы выставлялись на выставке в Вильне к столетию со дня смерти поэта. Осенью 1939 года, когда город был занят советскими частями, некий П. Шмаков вывез их в неизвестном направлении, оставив написанную от руки расписку (хранится в архиве музея).
После включения Литвы в состав СССР имение было национализировано. В 1940 году Совет народных комиссаров Литовской ССР принял решение об учреждении музея в память о поэте, однако реализовано оно не было. В 1946 году директором музея был назначен В. Павлюковский, который занимался ремонтом помещений и подготовкой музейных экспозиций. В 1948 году музей был открыт для посетителей.
До 1949 года музей находился в ведении Отдела культурно-просветительских учреждений при Совете Министров Литовской ССР. В 1949—1955 годах музей принадлежал Академии наук Литовской ССР, в 1955—1984 годах — Министерству культуры Литовской ССР. В 1984—1986 годах проводился капитальный ремонт, во время которого была сооружена пристройка к усадьбе для административных, служебных и хозяйственных помещений. На это время музей был прикреплен к Управлению культуры Вильнюсского горисполкома. В 1986—1990 годах музей был реорганизован в подразделение Вильнюсского мемориального музея писателей. С 1990 года музей находится в ведении Вильнюсского городского самоуправления. В 1961—1986 годах директором была Гедре Юодвальките, затем Бируте Саржицкене, позднее Т. Л. Михнёва, в настоящее время — Н. Ф. Петраускене. В 1992 году рядом с музеем был установлен бронзовый бюст А. С. Пушкина на высоком гранитном постаменте, прежде, с 1955 года, стоявший у подножия Замковой горы в сквере Пушкина, ныне эта территория является частью парка Серейкишкес, авторы: скульптор Б. Вишняускас, архитекторы В. Насвитис, А. Насвитис.

## Экспозиция

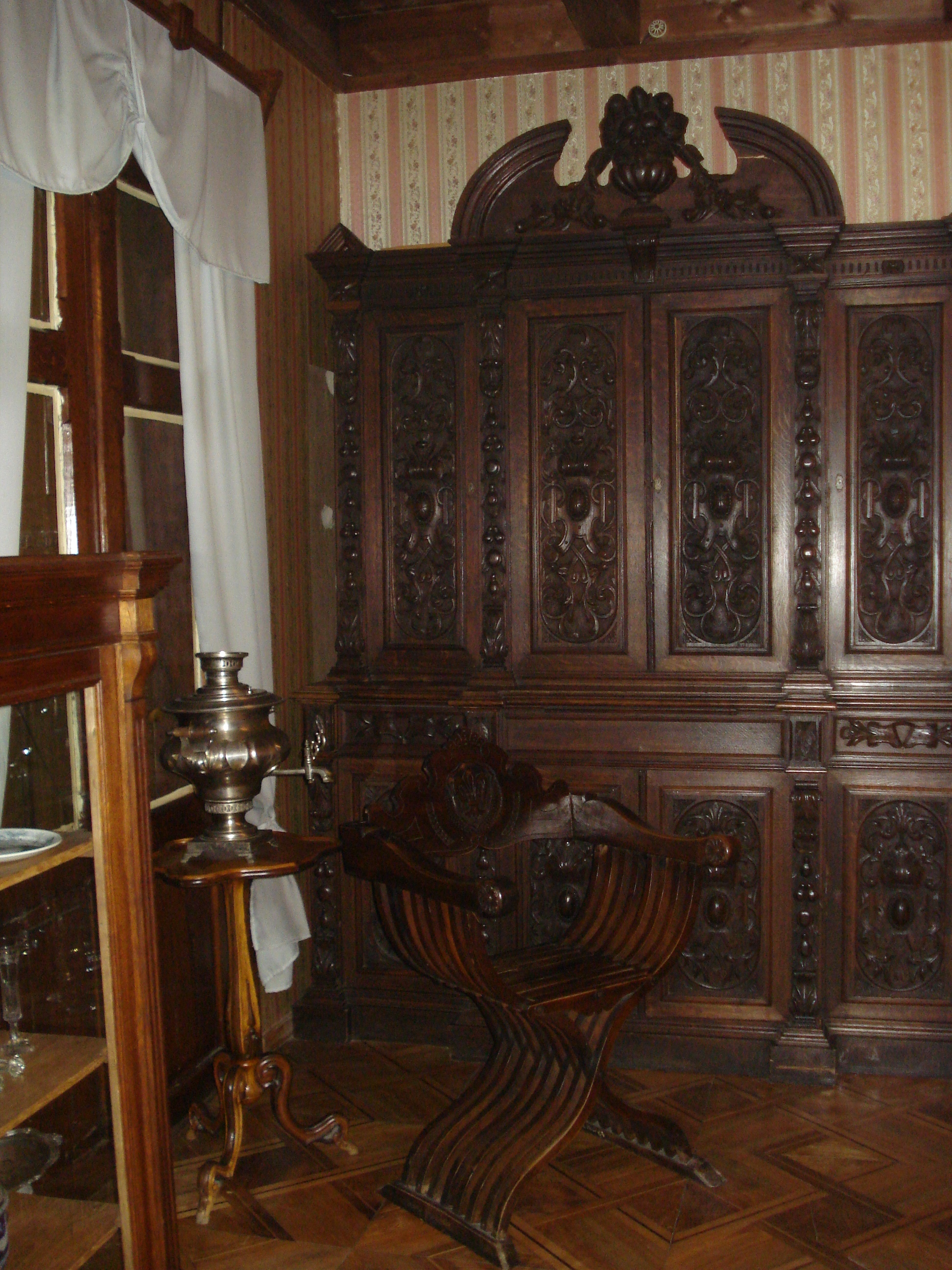
Столовая

В музее хранится более 8000 экспонатов. Здесь сохранилось внутреннее убранство и мебель конца XIX — первой половины XX веков. Основу собрания составляют оставшиеся после Григория и Варвары Пушкиной Алексеевны предметы быта, рукописи, фотографии и негативы, книги, журналы и другие издания. Среди экспонатов, приобретённых музеем, начиная с 1940 года — принятые в 1984 году ценности из фонда поэта П. Г. Антокольского (книги из его библиотеки, записные книжки, рукописи, мемориальные предметы, произведения искусства, свыше 2000 единиц).

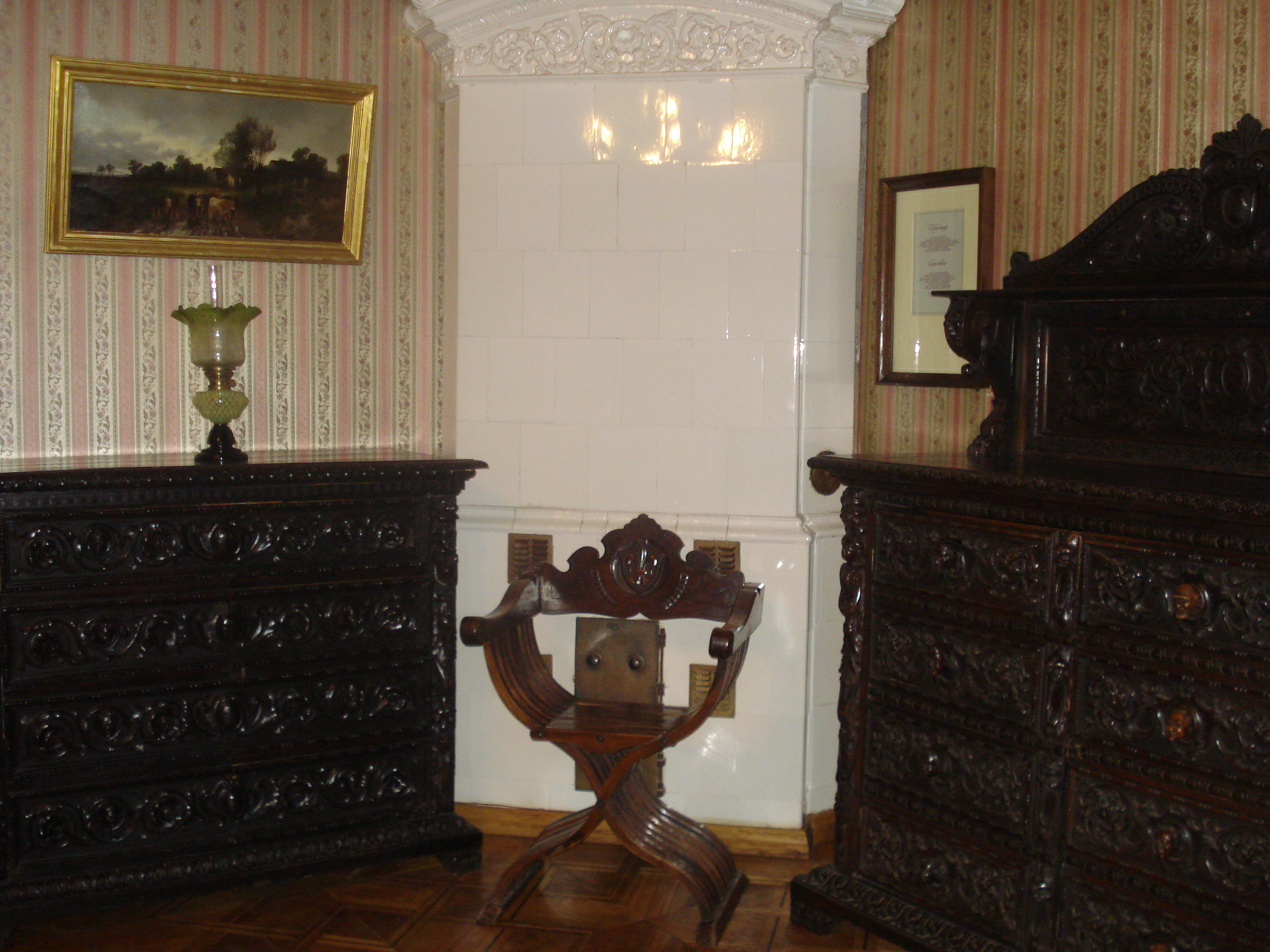
Столовая

Ещё живя в Михайловском, Григорий и Варвара Пушкины заказали у виленских мастеров мебель для усадьбы. Большая её часть изготовлена из дуба из окрестностей Вильны. Мебель украшена гербом рода Пушкиных и инициалами Варвары Пушкиной. Она экспонируется в мемориальной экспозиции музея, развёрнутой в шести комнатах первого этажа, знакомящей с бытом виленских помещиков конца XIX — начала XX веков. Среди экспонатов в гостиной — рояль фирмы «Беккер», изготовленный в 1876 году, портрет дяди Варвары Пушкиной министра путей сообщения П. П. Мельникова, круглая голландская печка, облицованная зелёными изразцами. В «пушкинском уголке» хранятся ломберный столик и два кресла с обивкой зелёного бархата, принадлежавшие А. С. Пушкину и привезённые из Михайловского Григорием и Варварой Пушкиными. Стены этой комнаты обиты копией (созданной вильнюсскими текстильщиками по сохранившимся образцам) полотна, вышитого крепостными в Михайловском. В столовой сохранились подлинный мозаичный паркет, резные стулья работы варшавских мастеров (XIX век) с гербами городов Италии на спинках, четыре дубовых буфета, обильно украшенных резным растительным орнаментом. В соседней бильярдной комнате разместился большой бильярдный стол. В экспозиции представлены семейные фотографии, а также картины и аппликации В. А. Пушкиной. В шкафу красного дерева хранится 21 прижизненное издание произведений А. С. Пушкина (при жизни поэта было выпущено 34 книги).
В трёх комнатах, бывших прежде спальнями, размещается обзорная экспозиция, посвящённая жизни и творчеству А. С. Пушкина . 

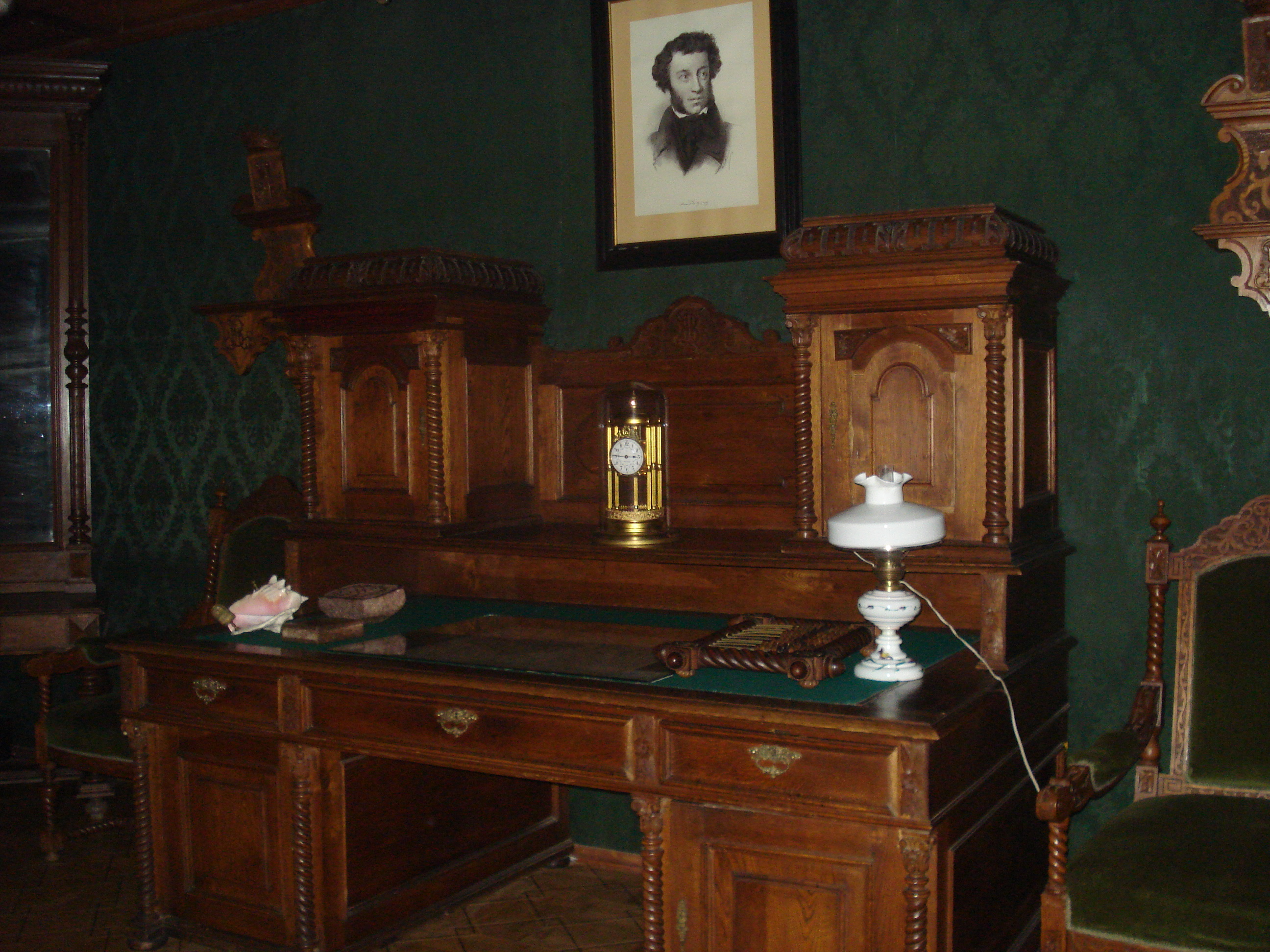
Кабинет Григория Пушкина

В рабочем кабинете Григория Пушкина находятся письменный стол, этажерки и книжные шкафы, изготовленные в Вильне в 1884 году. Мебель украшена родовым гербом Пушкиных и монограммой Варвары Пушкиной. На стенах размещены портрет А. С. Пушкина, Григория и Варвары Пушкиной, фотографии усадьбы, два охотничьих рога.
Раздел экспозиции на втором этаже «А. С. Пушкин и Литва» знакомит с биографическими и литературными связями, объединяющими поэта и Литву, со связанными с Вильнюсом эпизодами биографии прадеда Пушкина Ибрагима Ганнибала, сына поэта и его невестки. Рукописи переводчиков, фотографии, изданные на литовском языке книги, их иллюстрации рассказывает об истории переводов и переводчиках произведений А. С. Пушкина на литовский язык (начиная с первого перевода 1885 года). Фотографии, программы и афиши спектаклей, костюмы, эскизы костюмов и декораций, созданных художниками М. В. Добужинским, Н. Зелинским, М. Перцовым, знакомят с постановками по мотивам произведений А. С. Пушкина в литовских театрах: в 1923 году в Государственном театре в Каунасе состоялась премьера оперы П. И. Чайковского «Евгений Онегин», которая затем неоднократно ставилась в различных театрах Литвы, в Литовском национальном театре оперы и балета ставились оперы «Русалка» (1948), «Мазепа» (1951), «Моцарт и Сальери» (1963), «Борис Годунов» (1981), «Пиковая дама» (2002), балет «Бахчисарайский фонтан» (1950). Часть экспонатов напоминает о широко отмечавшемся в Литве 200-летии со дня рождения А. С. Пушкина (1999).
Материалы музея убедительно говорят об огромном влиянии творчества Пушкина на литовскую литературу; здесь выставлены произведения поэта, изданные на литовском языке.

## Деятельность
В зале временных выставок музея проводятся выставки о жизни и творчестве А. С. Пушкина, сбережении памяти о нём и его современниках. В музее отмечаются памятные даты, связанные с жизнью и творчеством А. С. Пушкина, проводятся литературно-музыкальные вечера, концерты, выставки и другие мероприятия. Музей проводит различного рода творческие конкурсы среди школьников, призванные популяризировать творчество Пушкина. Во время литературно-музыкальных вечеров в гостиной музея выступали известные писатели, учёные, актёры и певцы Литвы и других стран — Нийоле Амбразайтите, А. Берба, В. И. Ефремов, А. Иноземцев, Виргилиюс Норейка, Владимирас Прудниковас, С. Янчайте, Любовь Назаренко, Р. Алехнович, Л. Ленц, С. Видакина.